# Guy Thomazeau
Guy Marie Alexandre Thomazeau (Neuilly-sur-Seine, 5 dicembre 1937) è un arcivescovo cattolico francese, dal 3 giugno 2011 arcivescovo emerito di Montpellier.

## Biografia

### Formazione e ministero sacerdotale
Thomazeau ha completato gli studi secondari al collegio "San Luigi Gonzaga" a Parigi, poi al lycée Janson de Sailly. Successivamente, dopo aver lasciato l'Istituto di Studi Politici di Parigi, è entrato nel seminario carmelitano e ha conseguito la licenza in teologia presso l'Istituto cattolico. Successivamente, ha completato la sua formazione diventando uditore dell'Istituto di studi avanzati sulla Difesa nazionale.
È stato ordinato sacerdote il 18 dicembre 1965 per l'arcidiocesi di Parigi, esercitando poi il suo ministero nella cappellania dei licei e nelle parrocchie parigine dapprima di Notre-Dame de l'Assomption, poi a Notre-Dame-de-Grâce di Passy. Nel 1981 è nominato vicario generale dell'arcidiocesi di Parigi e parroco di Saint-Pierre di Chaillot.

### Ministero episcopale
Il 12 novembre 1988 papa Giovanni Paolo II lo ha nominato vescovo titolare di Cunavia e ausiliare di Meaux. Ha ricevuto la consacrazione episcopale l'8 gennaio 1989 dalle mani del vescovo Louis Pierre Joseph Cornet, vescovo di Meaux, co-consacranti i vescovi Jean Cuminal, vescovo di Saint-Flour, e Michel Louis Coloni, vescovo ausiliare di Parigi.
Il 14 settembre 1994 è stato nominato dallo stesso pontefice vescovo coadiutore di Beauvais. Il 13 maggio 1995, in seguito alla rinuncia del vescovo Adolphe-Maria Hardy, gli è subentrato nella cattedra vescovile.
Il 28 agosto 2002 è stato trasferito alla sede vescovile di Montpellier, che l'8 dicembre è elevata a sede metropolitana da papa Giovanni Paolo II. Contestualmente ne diviene primo arcivescovo metropolita.
Il 3 giugno 2011 papa Benedetto XVI ha ricevuto la sua rinuncia al governo dell'arcidiocesi. Contestualmente gli è succeduto l'arcivescovo Pierre-Marie Carré, dal 14 maggio 2010 coadiutore di Montpellier.
L'8 agosto 2013 papa Francesco, in seguito alla rinuncia, per motivi di salute, di Louis Sankalé, lo ha nominato amministratore apostolico della diocesi di Nizza. Ha ricoperto il ruolo fino all'11 maggio 2014, all'insediamento di André Marceau nella sede episcopale di Nizza.

## Genealogia episcopale e successione apostolica
La genealogia episcopale è:
- Cardinale Guillaume d'Estouteville, O.S.B.Clun.
- Papa Sisto IV
- Papa Giulio II
- Cardinale Raffaele Sansone Riario
- Papa Leone X
- Papa Paolo III
- Cardinale Francesco Pisani
- Cardinale Alfonso Gesualdo di Conza
- Papa Clemente VIII
- Cardinale Pietro Aldobrandini
- Cardinale Laudivio Zacchia
- Cardinale Antonio Barberini, O.F.M.Cap.
- Cardinale Nicolò Guidi di Bagno
- Arcivescovo François de Harlay de Champvallon
- Cardinale Louis-Antoine de Noailles
- Vescovo Jean-François Salgues de Valderies de Lescure
- Arcivescovo Louis-Jacques Chapt de Rastignac
- Arcivescovo Christophe de Beaumont du Repaire
- Cardinale César-Guillaume de la Luzerne
- Arcivescovo Gabriel Cortois de Pressigny
- Arcivescovo Hyacinthe-Louis de Quélen
- Vescovo Louis-Charles Féron
- Vescovo Pierre-Alfred Grimardias
- Cardinale Guillaume-Marie-Romain Sourrieu
- Cardinale Léon-Adolphe Amette
- Arcivescovo Benjamin-Octave Roland-Gosselin
- Cardinale Paul-Marie-André Richaud
- Vescovo Armand François Marie Robert Le Bourgeois, C.I.M.
- Vescovo Louis Pierre Joseph Cornet
- Arcivescovo Guy Marie Alexandre Thomazeau

La successione apostolica è:
- Vescovo Claude-Joseph Félix Louis Azéma (2003)
- Vescovo Alain Émile Baptiste Planet (2004)
- Vescovo François Joseph Marie Jacolin, M.D.P. (2007)